# L'amiga imaginària
"L'amiga imaginària" (títol original en anglès "Imaginary Friend")  és el 22è episodi de la cinquena temporada, de la sèrie de televisió de ciència-ficció estatunidenca Star Trek: La nova generació i el 122è de tota la sèrie. Es va emetre originalment el 4 de maig de 1992 en redifusió als Estats Units. Va ser dirigit per Gabrielle Beaumont.
Ambientada al segle XXIV, la sèrie segueix les aventures de la tripulació de la nau de la Flota Estel·lar de la Federació Enterprise-D sota el comandament del capità Jean-Luc Picard. En aquest episodi, el company de jocs "imaginari" d'una nena amenaça el benestar de l' Enterprise.

## Argument
Aquest episodi se centra en una nena anomenada Clara, que s'acaba de mudar a l' Enterprise amb el seu pare. Se sent sola i crea una amiga imaginària anomenada Isabella per fer-li companyia. Un dia, per a la seva sorpresa, apareix la seva amiga imaginària, i sembla real (tot i que es fa invisible abans que els adults la vegin). Cada cop més, Isabella fica Clara en problemes portant-la a llocs prohibits, cosa que fa que Clara la deixi per anar a jugar amb altres persones. Quan Clara torna, Isabella s'enfada i li diu: "Quan arribin els altres, podràs morir com tothom".
La consellera Troi, intentant alleujar les pors de Clara de ser atacada per Isabella, ajuda a escorcollar l'habitació de la nena per assegurar-se que està fora de perill. Isabella apareix i dispara a Troi amb un raig d'energia de la seva mà. Més tard, a la infermeria, explica l'esdeveniment i Clara s'arma de valor per dir-ho al seu pare, que després parla amb el Capità Picard.
La tripulació s'assabenta que Isabella és en realitat una forma de vida basada en l'energia, la llar de la qual és la nebulosa que la nau ha estat explorant. Picard troba Isabella a l'arboretum i li parla sobre la criança humana. Isabella argumenta que els adults són cruels amb Clara i mereixen morir. Ell li pregunta en què basa aquesta conclusió, i ella diu que és el seu tracte amb Clara. Ell li pregunta de quina manera l'han maltractat i ella enumera la seva negativa a permetre-li l'accés a certes zones de la nau. Picard explica que les normes són per a la seva protecció i que Isabella les veu a través dels ulls d'una nena, cosa que, des d'aquesta perspectiva, sens dubte semblaria injust. Tanmateix, no sabien que l'amic imaginari de Clara ara era real i que era allà per protegir-la. Tot el que sabien era que dos nens es trobaven en zones potencialment perilloses de la nau i, com a bons adults responsables, era la seva feina mantenir-los segurs. Parla de com un dia la Clara serà adulta i tindrà normes per als seus fills, i ho seran pel mateix motiu. La Isabella n'està convençuda i permet que la nau passi amb seguretat a través de la nebulosa.
Quan la nau es prepara per abandonar la zona, la Isabella s'apareix a la Clara per última vegada per demanar-li disculpes i preguntar-li si mai es tornaran a veure. La Clara no n'està segura, però promet intentar tornar algun dia, tot i que probablement quan sigui adulta.

## Repartiment i doblatge al català
La sèrie va ser doblada al català pels estudis Tramontana (primera part) i Soundtrack (segona part) i emesa a TV3 l’any 1991. Els dobladors de l'episodi foren:
| Personatge            | Actor/actriu    | Veu en català            |
| --------------------- | --------------- | ------------------------ |
| Jean-Luc Picard       | Patrick Stewart | Joan Crosas              |
| William Riker         | Jonathan Frakes | Antoni Forteza           |
| Data                  | Brent Spinner   | Joaquim Sota             |
| Geordi La Forge       | LeVar Burton    | Aleix Estadella          |
| Worf                  | Michael Dorn    | Enric Arquimbau          |
| Beverly Crusher       | Gates McFadden  | Aurora Garcia            |
| Deanna Troi           | Marina Sirtis   | Victòria Pagès           |
| Alexander Rozhenko    | Brian Bonsall   | Marta Barbarà            |
| Guinan                | Whoopi Goldberg | Montserrat García Sagués |
| Alyssa Ogawa          | Patti Yasutake  | Maria Josep Guasch       |
| Clara Sutter          | Noley Thornton  | Núria Domènech           |
| Isabella              | Shay Astar      | Teresa Manresa           |
| Alferes Daniel Sutter | Jeff Allin      | Francesc Figuerola       |

## Producció
Originalment, Isabella estava destinada a ser un ésser amable. Va ser només a través de la revisió de Brannon Braga que el personatge es va tornar significativament més fosc.
L'aparició de Guinan es va afegir al guió amb poca antelació perquè Whoopi Goldberg estava disponible per al rodatge durant la producció.
Noley Thornton, que va interpretar Clara Sutter en aquest episodi, va aparèixer dos anys més tard com a Taya a l'episodi de Star Trek: Deep Space Nine "Shadowplay."

## Recepció
Keith DeCandido a "tor.com" el 2012 el va qualificar com un episodi lleugerament per sota de la mitjana de "Star Trek: La nova generació". En comparació directa amb els altres episodis de la cinquena temporada, que giraven al voltant d'un nen, aquest el va trobar força agradable. Va emfatitzar positivament que Noley Thornton aconsegueix interpretar Clara Sutter com un personatge agradable i adorable. També li agradaven els molts petits detalls que feien que la tripulació de l' "Enterprise" semblés una gran comunitat (per exemple, la menció de Keiko O'Brien, la conversa de Crusher i Ogawa sobre una cita, o Worf fent els ulls grossos quan enxampa Clara i Isabella en una zona prohibida). Va trobar la part de ciència-ficció de la història força fluixa, però, perquè la idea que una forma de vida feta d'energia pura amenaça l'"Enterprise" i ha de ser persuadida per un discurs de Picard ja li era familiar de diversos episodis anteriors.
Fatherly va llistar aquest episodi com a recomanat per a pares i fills, i va assenyalar que destaca l'amistat i la soledat de la infància.

## Llançaments
L'episodi es va estrenar posteriorment als Estats Units el 5 de novembre de 2002, com a part del conjunt de la caixa DVD de la cinquena temporada. El primer llançament en Blu-ray va ser als Estats Units el 18 de novembre de 2013, seguit del Regne Unit el 19 de novembre de 2013.